# Шметтерлинг, Лорен
Лорен Шметтерлинг (англ. Lauren Schmetterling; род. 3 августа 1988, Вурхиз, Нью-Джерси) — американская гребчиха, выступавшая за сборную США по академической гребле в период 2013—2017 годов. Чемпионка летних Олимпийских игр в Рио-де-Жанейро, трёхкратная чемпионка мира, победительница многих регат национального и международного значения.

## Биография
Лорен Шметтерлинг родилась 3 августа 1988 года в небольшом поселении Вурхис округа Камден, штат Нью-Джерси. Детство провела в соседнем Мурстауне, училась в Мурстаунской старшей школе, затем поступила в Колгейтский университет, где в 2010 году получила степень в области экономики.
Заниматься академической греблей начала в 2003 году в Мурстаунском гребном клубе, позже проходила подготовку в Гребном тренировочном центре Соединённых Штатов в Принстоне.
Первого серьёзного успеха на взрослом международном уровне добилась в сезоне 2013 года, когда вошла в основной состав американской национальной сборной и побывала на чемпионате мира в Чхунджу, откуда привезла награду золотого достоинства, выигранную в зачёте распашных рулевых восьмёрок. Также в этом сезоне в той же дисциплине отметилась победой на этапе Кубка мира в Люцерне.
В 2014 году в восьмёрках выиграла этап Кубка мира в Эгбелете, одержала победу на мировом первенстве в Амстердаме.
В 2015 году на этапе Кубка мира в итальянском Варезе дважды поднималась на пьедестал почёта, получив золото в восьмёрках и безрульных четвёрках. Кроме того, в восьмёрках победила на мировом первенстве в Эгбелете, став таким образом трёхкратной чемпионкой мира по академической гребле.
Благодаря череде удачных выступлений удостоилась права защищать честь страны на летних Олимпийских играх 2016 года в Рио-де-Жанейро. В составе экипажа, куда также вошли гребчихи Эмили Реган, Керри Симмондс, Аманда Полк, Меган Мусницки, Тесса Гоббо, Элеанор Логан, Аманда Элмор и рулевая Кейтлин Снайдер, обошла в финале восьмёрок всех своих соперниц, в том числе опередив преследовавшую их сборную Великобритании почти на две с половиной секунды — тем самым завоевала золотую олимпийскую медаль.
После Олимпиады Шметтерлинг ещё в течение некоторого времени оставалась в гребной команде США и продолжала принимать участие в крупнейших международных регатах. Так, в 2017 году она в одиночках выступила на этапах Кубка мира в Познани и Люцерне, однако попасть здесь в число призёров не смогла. Стартовала в восьмёрках на домашнем чемпионате мира в Сарасоте, показав в финале четвёртый результат.